# Bulbophyllum baladeanum
Bulbophyllum baladeanum là một loài phong lan thuộc chi Bulbophyllum.